# آرامگاه پیر کشی
مقبره پیر کشی مربوط به دوره صفوی است و در شهرستان طالقان، روستای کش واقع شده و این اثر در تاریخ ۱۷ اسفند ۱۳۸۱ با شمارهٔ ثبت ۷۶۱۹ به‌عنوان یکی از آثار ملی ایران به ثبت رسیده است.